# Na ons de zondvloed

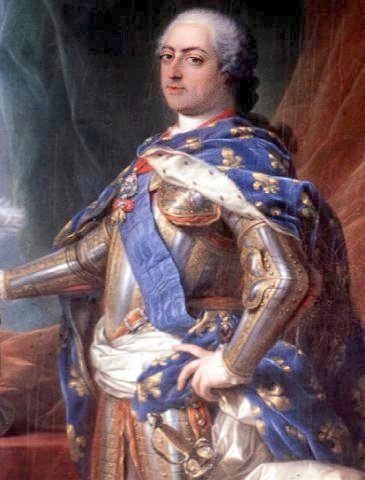
Lodewijk XV

"Na ons de zondvloed" (Après nous, le déluge) is een uitdrukking afkomstig uit het 18e-eeuwse Frankrijk en die voornamelijk wordt gebruikt om politieke onverantwoordelijkheid aan de kaak te stellen, wanneer de toekomst wordt opgeofferd aan het heden. De zin is een verwijzing naar de Bijbelse zondvloed. 
De woorden verschijnen voor het eerst in druk in de Don Quichot-bewerking van Pierre (Pieter) de Hondt uit 1746. Bij verdere aanhalingen in werken uit 1749 en 1756, wordt de uitdrukking spreekwoordelijk genoemd.
Na de Slag bij Roßbach (1757), die een rampzalige nederlaag was voor de Fransen, werd de uitdrukking gebruikt aan het koninklijk hof, al is niet zeker door wie. Meestal wordt aangenomen dat het Madame de Pompadour was, de maîtresse van koning Lodewijk XV van Frankrijk. Een alternatieve vorm – toegeschreven aan Louis zelf – is "Na mij de zondvloed" (Après moi, le déluge). 
De uitdrukking heeft twee mogelijke betekenissen: "Na mij zal de zondvloed komen", ofwel als de revolutie een eind maakt aan mijn heerschappij, zal de natie in chaos worden gedompeld. Of "Laat na mij de zondvloed maar komen", wat impliceert dat het de spreker/schrijver niet veel meer uitmaakt wat er gebeurt als hij van het toneel is verdwenen.
Karl Marx en Fjodor Dostojevski gebruiken de zin in hun werken om te wijzen op gecorrumpeerde waarden, zoals egoïsme en apathie.

## Gebruik
Karl Marx schreef in Das Kapital (volume 1, deel III, hoofdstuk 10, sectie 5): "Après moi le déluge! (na mij de zondvloed!) is de leuze van iedere kapitalist en van iedere natie van kapitalisten. Waar het kapitaal niet door de maatschappij gedwongen wordt rekening te houden met de gezondheid en de levensduur van de arbeider, springt het dan ook roekeloos om met deze zaken".
Tijdens het proces van Dimitri Fjodorovitsj Karamazov in De gebroeders Karamazov gebruikte de openbaar aanklager de zin om het gedrag van de verweerders verwerpelijke vader en van de verloedering van de Russische waarden in het algemeen, te beschrijven.
In zijn geschriften uit de jaren 1920, gebruikte D.H. Lawrence de uitdrukking meermaals.
Après moi le déluge werd het motto van het 617e Squadron RAF, dat Operatie Chastise uitvoerde op Duitse dammen in het Ruhrgebied in de nacht van 16-17 mei 1943.

## Referentie
- Dit artikel of een eerdere versie ervan is een (gedeeltelijke) vertaling van het artikel Après nous, le déluge (expression) op de Franstalige Wikipedia, dat onder de licentie Creative Commons Naamsvermelding/Gelijk delen valt. Zie de bewerkingsgeschiedenis aldaar.
- Dit artikel of een eerdere versie ervan is een (gedeeltelijke) vertaling van het artikel Après nous le déluge op de Engelstalige Wikipedia, dat onder de licentie Creative Commons Naamsvermelding/Gelijk delen valt. Zie de bewerkingsgeschiedenis aldaar.

## Voetnoten
1. ↑  Michel Le Séac'h, La petite phrase. D'où vient-elle? Comment se propage-t-elle? Quelle est sa portée réelle? 2015, p. 69-71